# Ernst-Michael Wingens

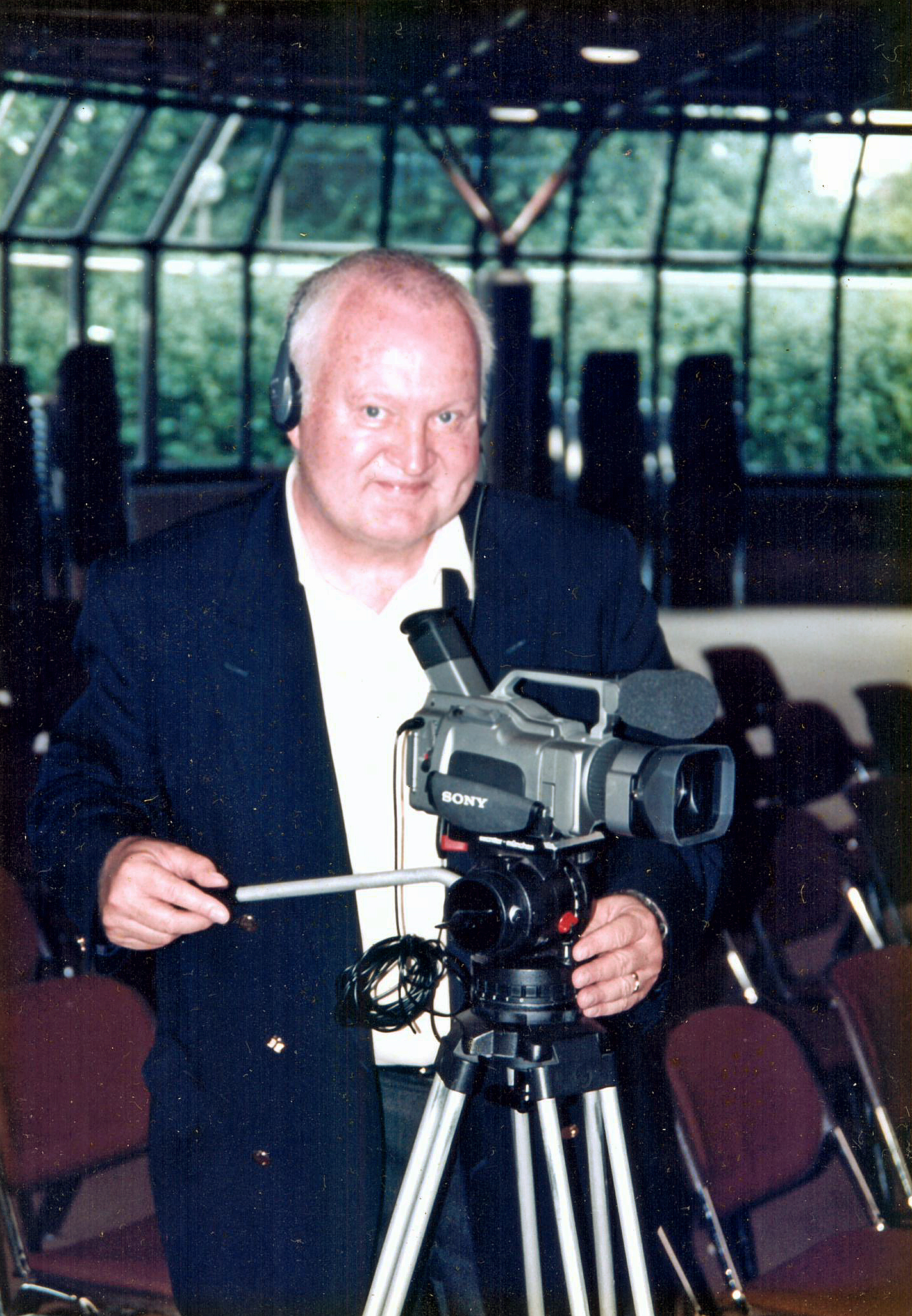
Ernst-Michael Wingens

Ernst-Michael Wingens (* 21. Februar 1938 in Köln) ist ein deutscher Kameramann und TV-Produzent, der Fernsehdokumentationen und Reportagen vorwiegend für das WDR-Fernsehen drehte und diese in der Mehrheit auch selbst produzierte.

## Leben und Wirken
Nach seiner Schulzeit absolvierte Ernst-Michael Wingens zunächst eine Ausbildung zum Fotokaufmann. Danach folgte eine Ausbildung zum Kamera-Assistenten und Dokumentarfilm-Kameramann bei Karl Wächter. So arbeitete er ab 1956 als Kameraassistent bei Werner von Appeldorn für die belgische Militärwochenschau Vici Vox. Im Jahr 1959 machte er bei der Bundeswehr-Bildstelle am Luftwaffenstützpunkt Köln-Wahn eine Ausbildung zum Luftbildspezialisten. Im Jahr 1962 wurde er Kameraassistent bei Franz Rath in der Windrose Dumont Time. Im Auftrag der Brüsseler EWG-Kommission für Kohle und Stahl zeichnete er erstmals im Jahr 1964 als Kameramann verantwortlich für die Produktion „Fe…ist überall“. In der Zeit von 1965 bis 1970 war er als Kameramann für die Windrose Dumont Time bei Peter von Zahn tätig.
Im Jahr 1971 gründete er mit „TV Dokument“ seine eigene Film- und Fernsehproduktion und arbeitete fortan vier Jahrzehnte vorwiegend als Kameramann und Auftragsproduzent für das Westdeutsche Fernsehen (WDR). Zahlreiche Filme realisierte Ernst-Michael Wingens gemeinsam mit bekannten Dokumentarfilm-Autoren wie unter anderem Elke Hockerts-Werner, Werner Filmer, Wolfgang Korruhn und Heribert Schwan.
Zahlreiche seiner Filme erhielten renommierte Dokumentarfilm-Preise und Auszeichnungen.

## Filmografie (Auswahl)
- 1970: Reform: Wucher, Spekulation und etwas Gemeinwohl (Autor: Werner Filmer)[1]
- 1972: Bischof und Entwicklungshelfer – Erzbischof Milingo von Lusaka (Autor: Wolfgang Schmitz)
- 1973: Reform XIV: Ersticken wir im Unrat? (Autor: Rolf-Bodo Firnhaber)
- 1974: Gott und die Welt: Fulvio, Hexenmeister von Rom (Autor: Veit Mölter)
- 1974: Kraftproben: Ben Wip – der Hosenkönig (Autorin: Elke Hockerts-Werner)[2]
- 1975: Angst vor dem Gewerkschaftsstaat? (Autor: Werner Filmer)
- 1976: Muss das sein? Die Krise der Phantasie – Norbert Blüm (Autor: Werner Filmer)
- 1977: Blickfeld: Nairobi – Parking Boys
- 1977: An der Kette? Der Arbeitsdirektor (Autorin: Elke Hockerts-Werner)
- 1977: Engel sind wir keine: James-Dean-Club Dortmund
- 1978: 48 Stunden: Im Netz – Probleme deutscher Ostseefischer (Autorin: Elke Hockerts-Werner)
- 1979: Deutscher Alltag: XVII Hoffnungstal und Bethel (Autor: Winfried Schwamborn)
- 1980: 48 Stunden: Der Präsident (Autor: Wolfgang Korruhn)
- 1980: Kraftproben: „Ich bin zu allem bereit“ – Die Reise einer jungen Frau von Köln nach Auckland/Neuseeland in fünf Jahren (Autoren: Uschi Schmitz, Wolfgang Schmitz)[3]
- 1981: Mein Vater starb als Held (Autor: Wolfgang Korruhn)
- 1981: Deutscher Alltag: Die Kunst ist frei – Ist die Kunst frei? Kulturmanagement in der DDR und in der BRD (Autor: Klaus Simon)
- 1982: Vergnügungsindustrie – Beate Uhse
- 1982: Wiedersehen mit Halle (Autor: Wolfgang Korruhn)
- 1983: Deutschlandbilder: Der sanfte Gang – Heinrich Böll in Mutlangen (Autor: Gerd Monheim)
- 1983: Die kleinen Diener (Autor: Wolfgang Korruhn)
- 1984: Deutscher Alltag: Wir sind eine kleine Schicksalsgemeinde – Jüdische Gemeinden (Autor: Gerd Berger)
- 1985: Deutscher Alltag: Die Kunst, mit der Kunst umzugehen – Zwei Museumsdirektoren (Autor: Wolfgang Korruhn)
- 1985: Wanderungen durch die DDR: Die Insel Rügen (Autorin: Elke Hockerts-Werner)
- 1986: Deutscher Alltag: Schick sein, wollen sie alle – Zwei Modeschöpferinnen (Autorin: Elke Hockerts-Werner)
- 1986: Wanderungen durch die DDR: Rund um Schwerin (Autorin: Elke Hockerts-Werner)
- 1987: Wanderungen durch die DDR: Messestadt Leipzig (Autorin: Elke Hockerts-Werner)
- 1987: Die Frau an seiner Seite: Hiltrud Schröder (Autorin: Elke Hockerts-Werner)
- 1988: Die Frau an seiner Seite: Hildegard Lattek (Autorin: Ulrike Rohde)
- 1989: DDR vor Ort – Profile: Portrait Ludwig Güttler (Autorin: Ulrike Rohde)
- 1989: Tod in Deutschland: Übergänge oder wie nah ist der Tod? (Autor: Werner Filmer)
- 1989: Was von den Träumen übrigblieb – Australienauswanderer (Autor: Elke Hockerts-Werner)
- 1990: DDR Profile: Vera Wollenberger (Autorin: Elke Hockerts-Werner)
- 1990: Nichts wird mehr so sein – die Leipziger Volkszeitung (Autor: Werner Filmer)
- 1990: Deutsche Paare: Die von Anhalts (Autorin: Elke Hockerts-Werner)
- 1991: Abschied vom Leben – Gespräche mit einer Sterbenden (Autor: Werner Filmer)
- 1991: Der Querkopf – Reiner Lang zwischen St. Georgen und Moskau (Autor: Werner Filmer)
- 1991: Deutsche Risse: Die „Grüne“ aus Thüringen Vera Wollenberger (Autorin: Elke Hockerts-Werner)
- 1992: Dienstagsreportage: Das Stasidrama der Wollenbergers (Autorin: Elke Hockerts-Werner)
- 1992: I.M. Walther – Ich war kein Spitzel (Autoren: Werner Filmer und Doris Ziegler)
- 1992: Deutschlandbilder: Macher ohne Macken – Björn Engholm (Autorin: Ulrike Rohde)
- 1993: Rotbestrahlung – Das Volksbildungsimperium der Margot Honecker (Autorin: Ilona Rothin)
- 1993: Gewalt gegen Alte oder die Last der Pflege (Autor: Werner Filmer)
- 1993: „Keine Angst vor Zoff“ Heide Simonis – Die Neue in Kiel (Autorin: Elke Hockerts-Werner)
- 1994: Wenn Eltern weinen: Familie Schwille / Familie Becker / Familie Jenisch / Familie Mühleisen (Autor: Werner Filmer)
- 1994: Traumziele: Malpartida – auf den Spuren von Wolf Vostell (Autor: Werner Filmer)
- 1994: Europäische Profile: Werner Liebmann (Autor: Werner Filmer)
- 1994: Widerstand – Zwischen Verfolgung und Terror (Autor: Heribert Schwan)
- 1995: Die Katzen des Südens (Autor: Werner Filmer)
- 1995: Menschen hautnah: „Ich muss nur wollen“ – Ostdeutsche Frauen auf dem Sprung in den Chefsessel (Autorin: Tina Hassel)
- 1995: Menschen hautnah: Radikal fleischlos – Hendrik, Sarah und Michael – Veganer (Autorin: Christa Baisch)
- 1995: Die innere Mauer – Ostdeutsche Momentaufnahmen. Wir sind zwei Volk – Reportage zum 5. Jahrestag der Vereinigung (Autor: Werner Filmer)
- 1995: Menschen hautnah: Der Prinz, das Schloss, der Bürgermeister – Eduard von Anhalts Kampf um das Familienerbe (Autorin: Elke Hockerts-Werner)
- 1996: Sippenhaft? – Kinder von DDR-Prominenten (Autor: Heribert Schwan)
- 1996: Menschen hautnah: Mich kann man Tag und Nacht anrufen – Michael te Reh (Autorin: Elke Hockerts-Werner)
- 1996: Bilderbuch Deutschland: Der Niederrhein zwischen Xanten und Kleve (Autorin: Renate Schäfer)
- 1996: Die Harzreise – Auf den Spuren von Harry Heine (Autor: Werner Filmer)
- 1997: Menschen hautnah: Dadampf dada – Wie die bayerischen Biermösl Blosn Politikern den Marsch blasen (Autor: Wolfgang Landgraeber)
- 1997: Menschen hautnah: Angst vor dem Drachen? Deutsche in Hongkong (Autor: Elke Hockerts-Werner und Claudia Wingens)
- 1997: Deutschlandbilder: Das Hochsauerland (Autor: Werner Filmer)
- 1997: Paradiesvögel: Rudolf Voll – Der Perlenkönig von Hongkong (Autorin: Claudia Wingens)
- 1997: Hongkong ganz anders – eine deutsche Diakonin in der Seemannsmission (Autorin: Claudia Wingens)
- 1997: Nah dran: Die Frau aus Eisen – Eine Extremsportlerin im härtesten Wettkampf der Welt (Autorin: Elisabeth Vetter)
- 1997: Ich Narr des Glücks – Heinrich Heine zum 200. Geburtstag (Autorin: Elisabeth Vetter)
- 1998: Lebensmüde? Alte Menschen, die sterben wollen (Autorin: Renate Schäfer)
- 1998: Bilderbuch Deutschland: Entlang der Erft / Im Oberbergischen Land / Der Haarstrang, im Herzen Westfalens / Köln, wie ich es liebe (Autor: Werner Filmer)
- 1999: Verdammt aufregende Zeit. Ostkreuz Fotografen in Berlin (Autor: Werner Filmer)
- 1999: Reise in ein verschwundenes Land – Entlang der Saale (Autor: Werner Filmer)
- 1999: Bilderbuch Deutschland: Im Paderborner Land (Autor: Werner Filmer)[4]
- 1999: „Aufbruch statt Rente.“ Ein Mittelständler geht nach China.
- 2000: Bilderbuch Deutschland: Zwischen Lenne und Hönne (Autor: Werner Filmer)
- 2000: Mein Tod: Prominente brechen ein Tabu (Autor: Werner Filmer)[5]
- 2000: Bloß nicht aufgeben: Regine Hildebrand (Autor: Werner Filmer)
- 2001: Die Schatten werden tiefer: Portrait Paul Spiegel (Autor: Werner Filmer)
- 2001: Bilderbuch Deutschland: Zwischen Arnsberg und Bruchhausen (Autor: Werner Filmer)
- 2002: Bilderbuch Deutschland: Zwischen Hagen und Drolshagen – Entlang der Volme (Autor: Werner Filmer)
- 2002: Bilderbuch Deutschland: Zwischen Rheinkassel und Neuss – Kreis Neuss (Autor: Werner Filmer)[6]
- 2003: Zerstörte Träume: Die Familie Engelhardt (Autor: Werner Filmer)
- 2003: Bilderbuch Deutschland: Der Römerkanal (Autor: Werner Filmer)
- 2004: Für was leben? (Autor: Werner Filmer)
- 2004: Besser leben mit Feng Shui – Unterwegs mit Ka Lam Lee (Autor: Werner Filmer)
- 2005: NRW-Dynastien: Stollwerck (Autor: Werner Filmer)
- 2008: Deutschlandbilder: Der sanfte Gang
- 2008: Wie der Wintersport ins Sauerland kam

## Auszeichnungen
- 1973: Deutscher Industriefimpreis: „Reform XIV: Ersticken wir im Unrat?“
- 1974: Deutscher Industriefilmpreis: „Kraftproben: Ben Wip - der Hosenkönig“
- 1975: Deutscher Industriefilmpreis: „Angst vor dem Gewerkschaftsstaat?“
- 1976: Medikinale international Marburg: „Augenblicke“
- 1977: Deutscher Industriefilmpreis: „Der Arbeitsdirektor“
- 1986: Grimmepreis in Silber: Wanderungen durch die DDR „Der Spreewald“
- 1992: Deutscher Wirtschaftsfilmpreis: Deutsche Risse: „Bangemachen gilt nicht“ – Eine Unternehmerfamilie in Sachsen
- 1992: Kanadisch-amerikanischer Filmpreis Rocky / Band: Best sozial and political documentary für „Abschied vom Leben“ Gespräch mit einer Sterbenden
- 1993: Journalistenpreis, dem Sonderpreis der Initiative „Berufe fürs Leben“: „Gewalt gegen Alte oder die Last der Pflege.“
- 1995: Filmpreis Prag „Chrystal Heart“: „Gewalt gegen Alte oder die Last der Pflege.“